# Metropolă
Metropola reprezintă un centru urban de dimensiuni mari, foarte dezvoltat economic, politic și cultural, fiind centrul unei țări sau al unei regiuni, având un rol important în relațiile regionale și internaționale. Definirea metropolelor și a zonelor metropolitane diferă de la stat la stat. 
Noțiunea de metropolă e derivata din grecescul μητρόπολις (metropolis), (meter – mamă, polis – oraș). Termenul metropolis s-a folosit în Grecia Antică pentru a desemna orașul care era centrul unei colonii. Metropola avea o influență politică hotărâtoare la nivelul coloniei și era centrul religios, economic, cultural și social al regiunii. 
În timpul Imperiului Roman termenul s-a extins și la orașele mari cu roluri importante și complexe în zonele în care se aflau.
Tot metropolă este denumit și un stat în raport cu imperiul colonial pe care îl posedă.

## Zone metropolitane în România
În România zonele metropolitane au fost reglementate prin legea 351 din 6 iulie 2001 ca fiind o zonă constituită prin asociere, pe bază de parteneriat voluntar, între marile centre urbane (Capitala României și municipiile de rangul I) și localitățile urbane și rurale aflate în zona imediată, la distanțe de până la 30 km, între care s-au dezvoltat relații de cooperare pe multiple planuri.
| Zona metropolitană Brașov  | Zona metropolitană Constanța | Zona metropolitană Cluj   |
|                            |                              |                           |
| Zona metropolitană Craiova | Zona metropolitană Iași      | Zona metropolitană Oradea |

## Galerie metropole ale lumii

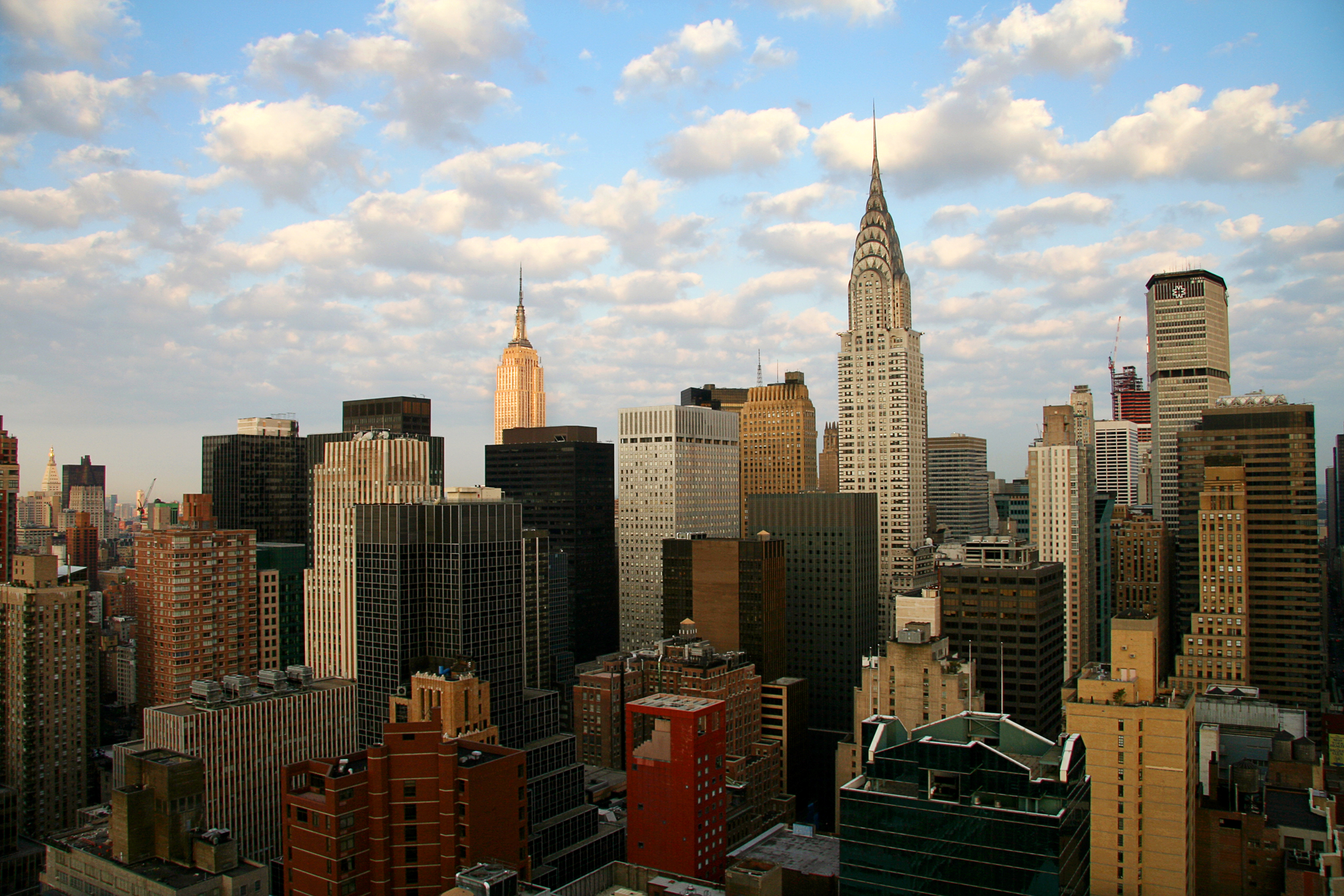
New York, cea mai mare metropolă din Statele Unite ale Americii, unul dintre cele mai influente oraşe din lume
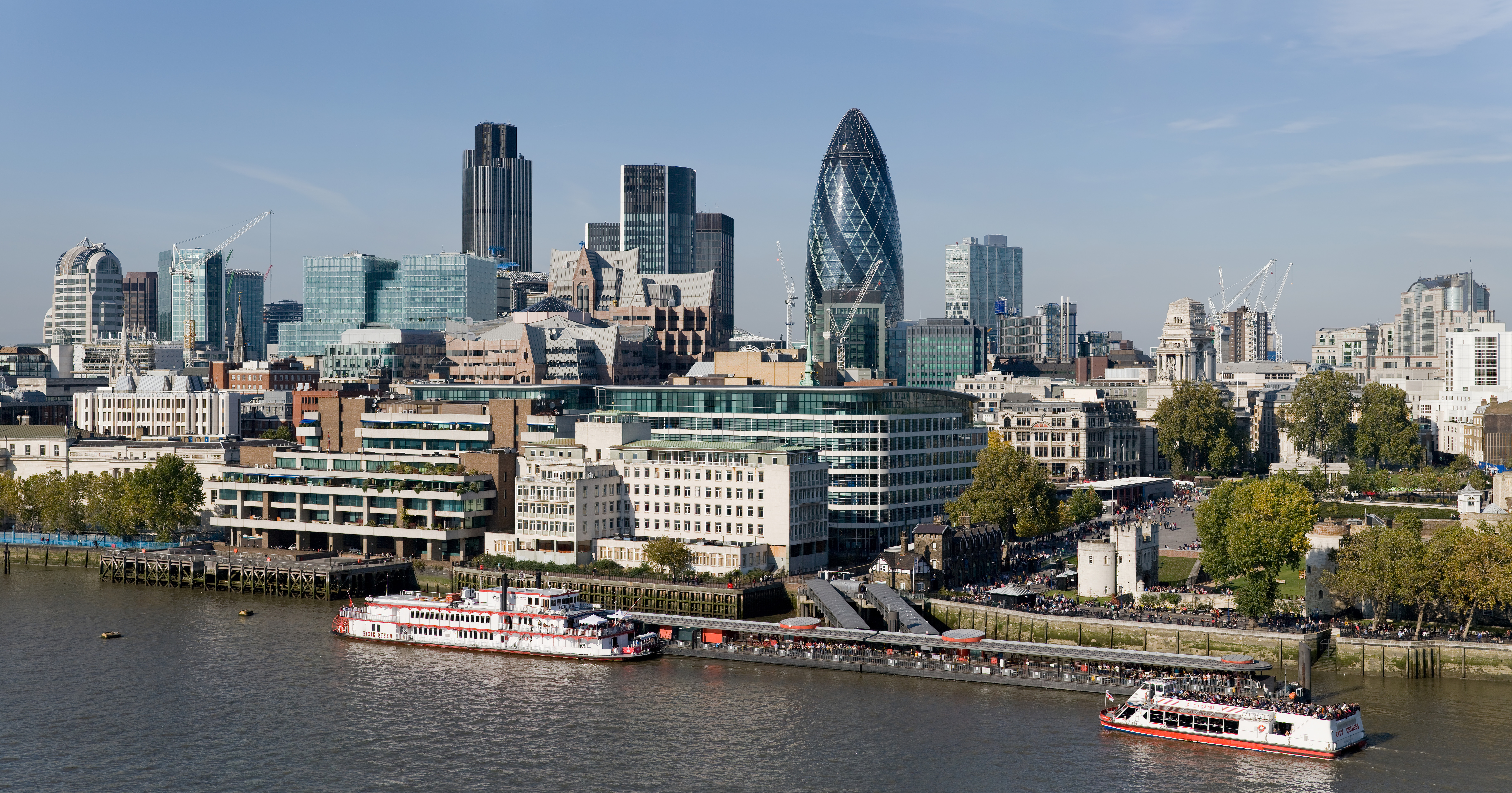
Londra, Regatul Unit este unul dintre centrele financiare ale lumii
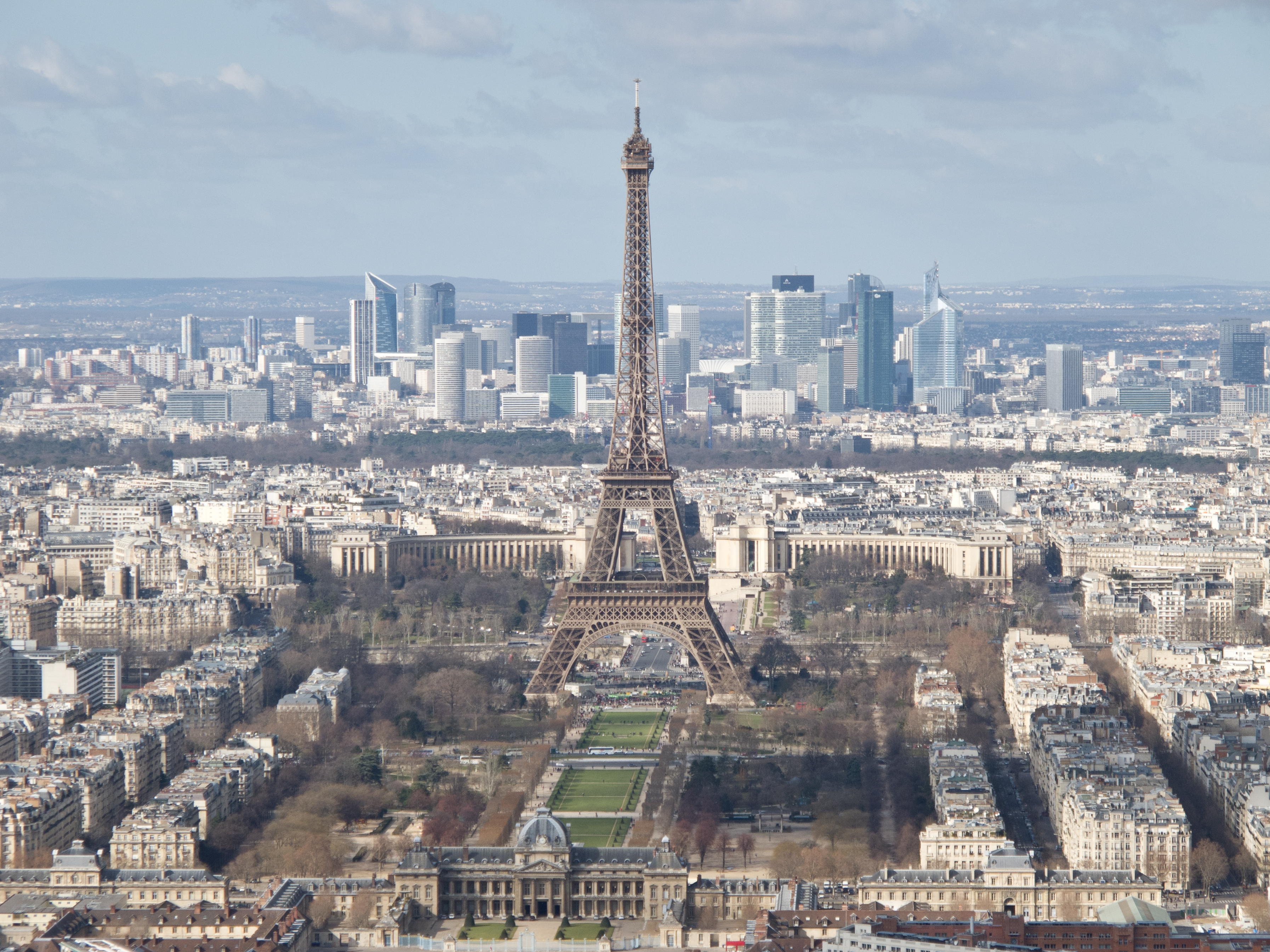
Paris capitala Franţei, un important centru cultural, economic şi politic în Europa
Tokyo, capitala Japoniei, cu Muntele Fuji în spate
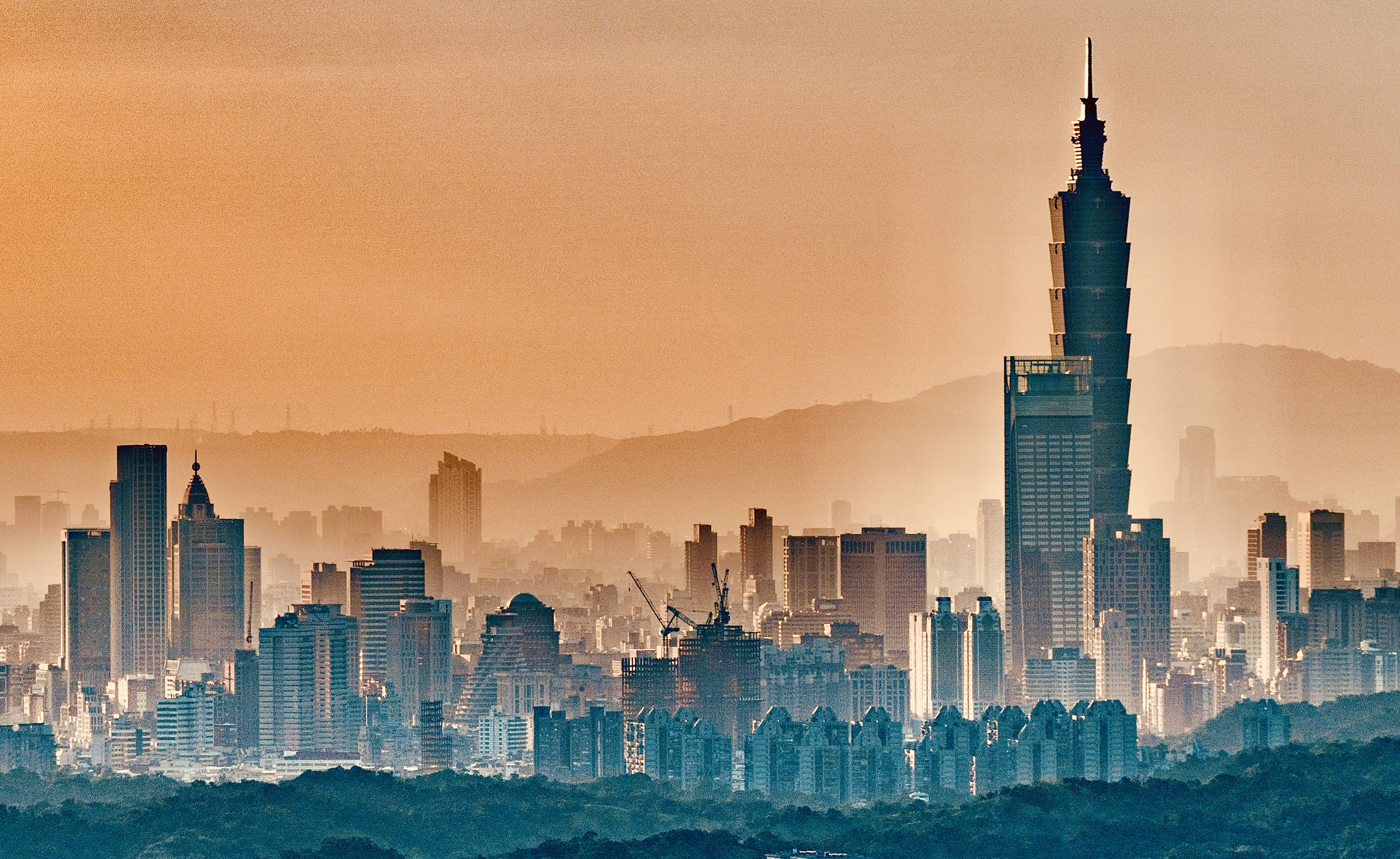
Taipei, important centru financiar în Taiwan şi Asia
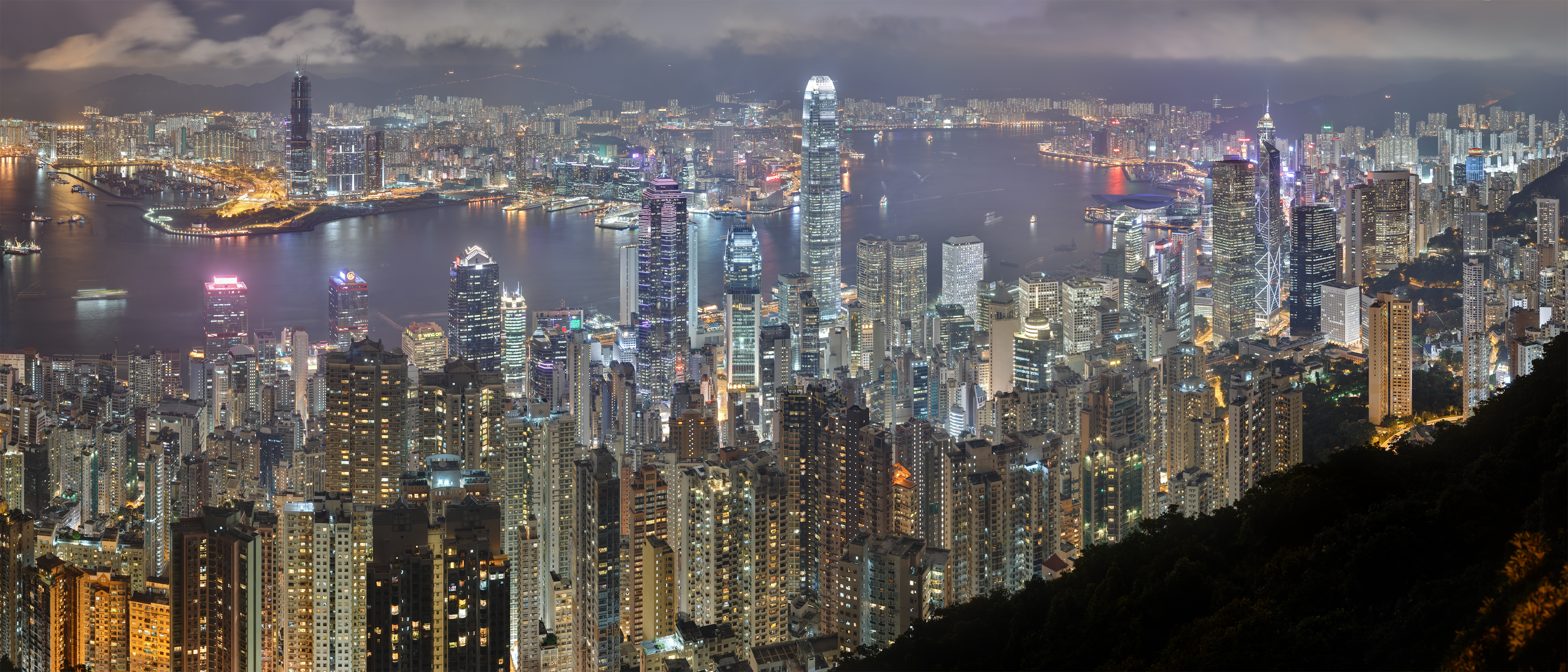
Hong Kong noaptea, unul dintre importantele centre financiare ale lumii
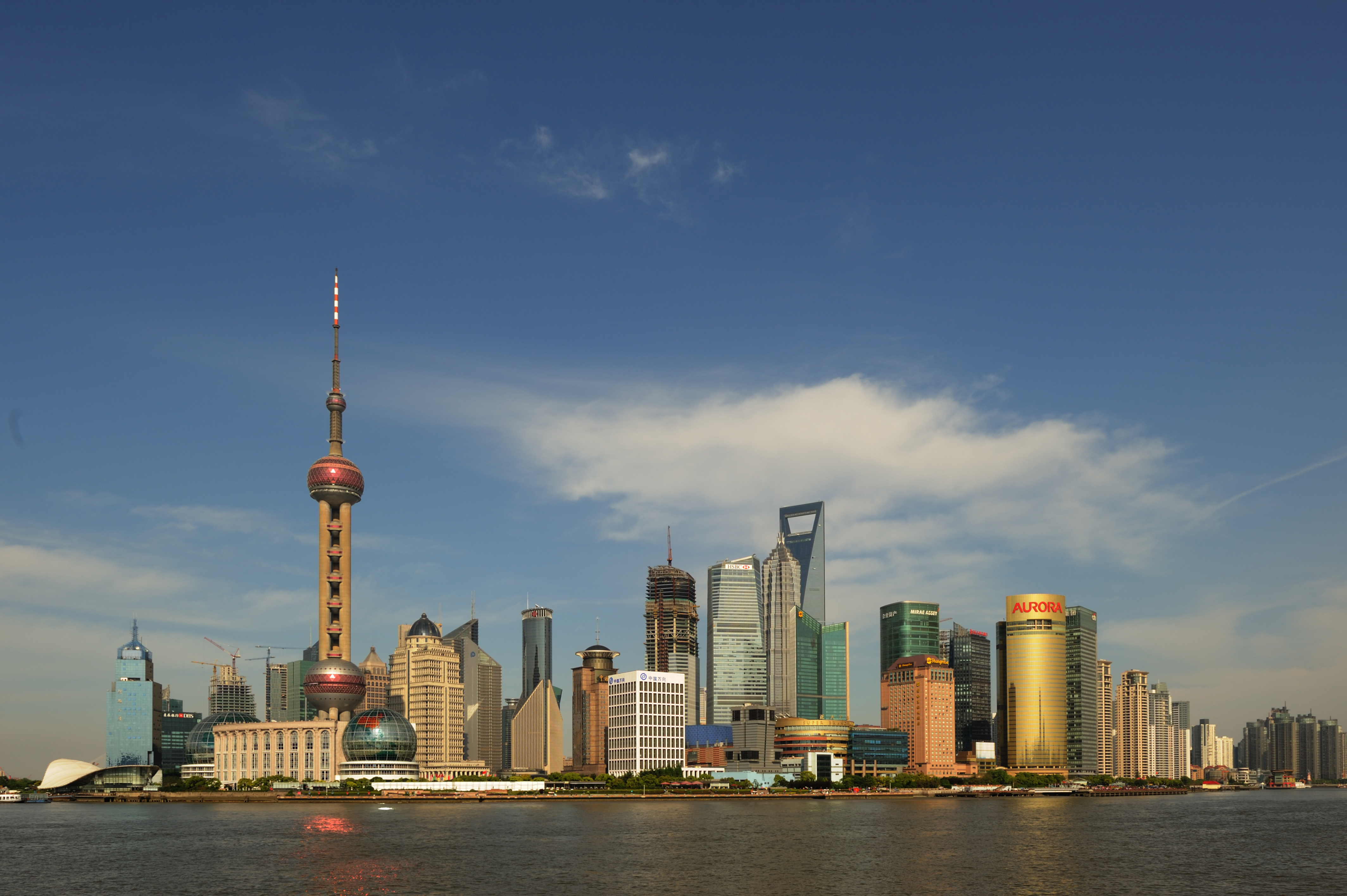
Shanghai, important centru financiar în China şi Asia
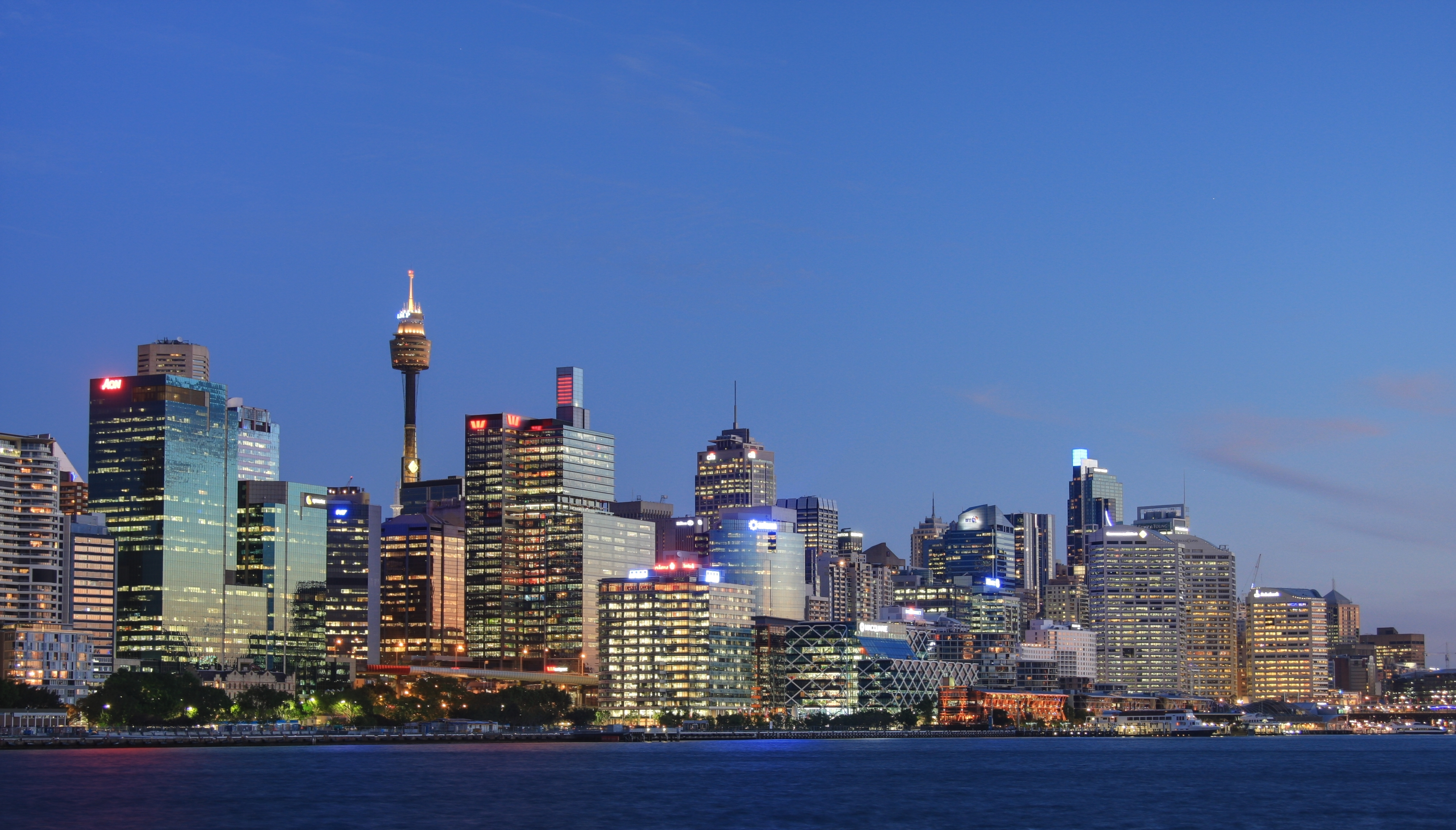
Sydney, metropolă australiană
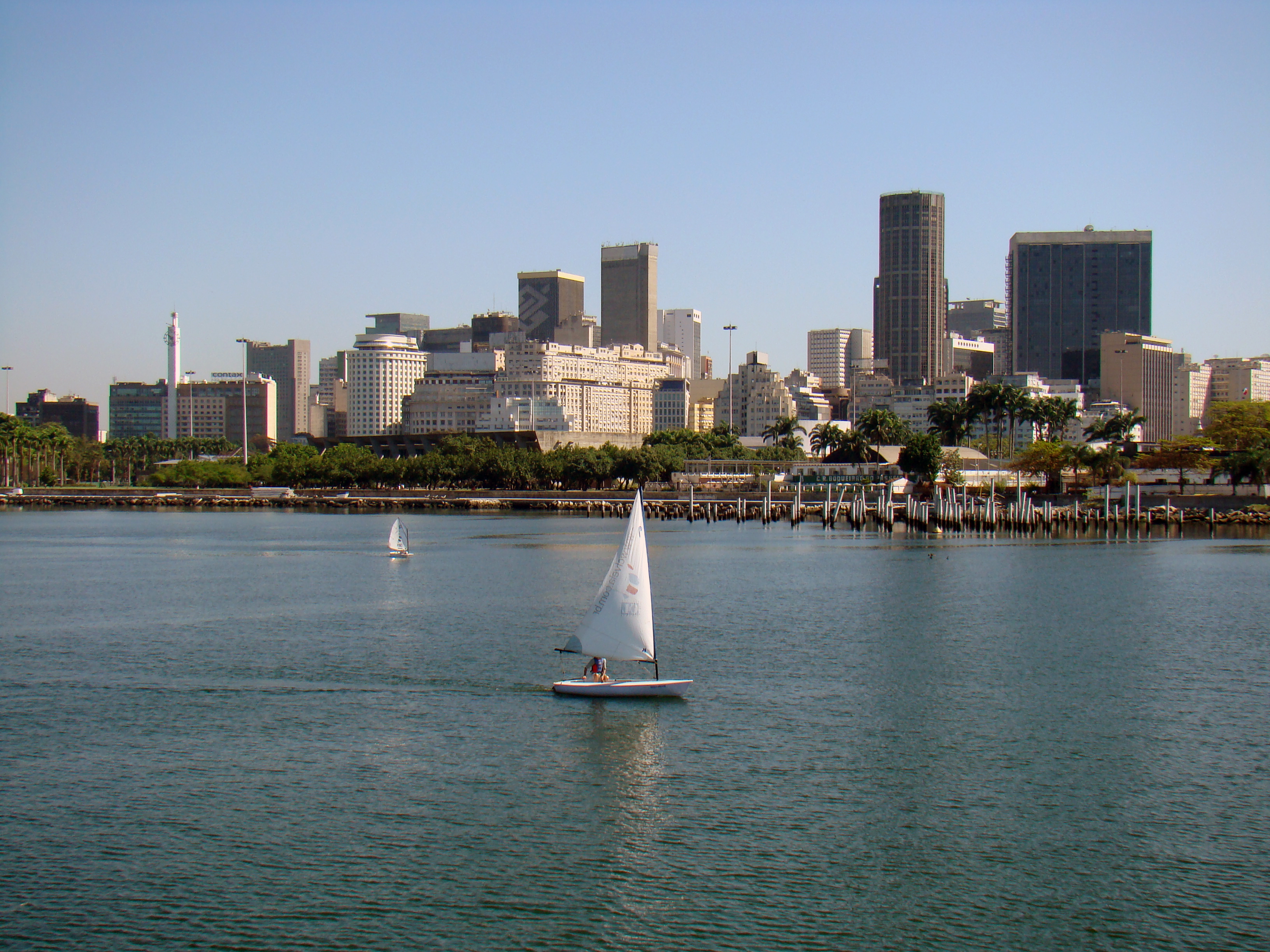
Rio de Janeiro, metropolă braziliană
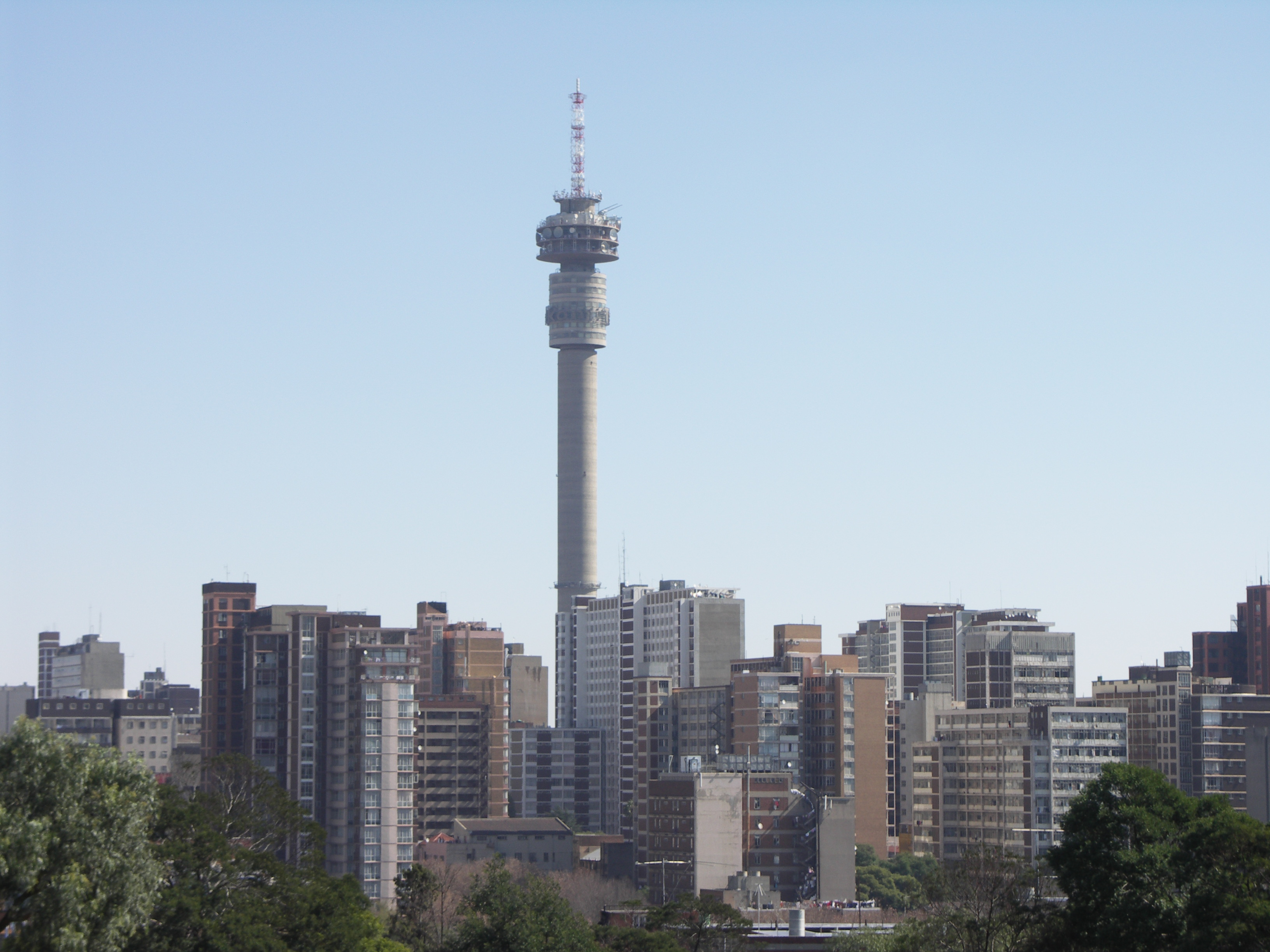
Johannesburg, metropolă sud africană